# Šigeo Jaegaši
Šigeo Jaegaši (japonsko 八重樫 茂生), japonski nogometaš in trener, * 24. marec 1933, Ivate, Japonska, † 2. maj 2011.
Za japonsko reprezentanco je odigral 45 uradnih tekem.